# Трайчо Спасов (футболист)
Вижте пояснителната страница за други личности с името Трайчо Спасов.
Трайчо Спасов е български футболист, нападател.

## Кариера
Започва кариерата си в родния Левски (Елин Пелин) през 1954 г. Впоследствие играе за Спартак (София) (1959 – 1960), Ботев (Ихтиман) (1960 – 1961), Локомотив (София) (1961 – 1963; 42 мача с 16 гола в А група), Марек (Дупница) (1963 – 1966, 1968 – 1969) и Левски (София) (1966 – 1967). Голмайстор на А група през 1966 г. с 21 гола за Марек, втори през 1964 г. с 22 гола след Никола Цанев от ЦСКА, който е с 26. Носител на купата на страната и бронзов медалист през 1967 г. с Левски.
През сезон 1963/64 с екипа на Марек отбелязва 4 гола на ЦСКА при победите като гости в София с 3:2 и като домакини с 1:0.
Има 4 мача и 1 гол за националния отбор.

## Успехи

### Отборни
Левски (София)
- Купа на Съветската армия (1): 1967

### Индивидуални
- Голмайстор на А група (1): 1966 (21 гола)